# 狄利克雷分布
狄利克雷分布是一组连续多变量概率分布，是多变量普遍化的Β分布。为了纪念德国数学家約翰·彼得·古斯塔夫·勒熱納·狄利克雷（Peter Gustav Lejeune Dirichlet）而命名。狄利克雷分布常作为贝叶斯统计的先验概率。当狄利克雷分布维度趋向无限时，这过程便称为狄利克雷过程（Dirichlet process）。
狄利克雷分布奠定了狄利克雷过程的基础，被广泛应用于自然语言处理特别是主题模型（topic model）的研究。

## 概率密度函数

此图展示了当K=3、参数α从α=(0.3, 0.3, 0.3)变化到(2.0, 2.0, 2.0)时，密度函数取对数后的变化。

维度K ≥ 2的狄利克雷分布在参数α1, ..., αK > 0上、基于欧几里得空间RK-1里的勒贝格测度有个概率密度函数，定义为：
{\displaystyle f(x_{1},\dots ,x_{K};\alpha _{1},\dots ,\alpha _{K})={\frac {1}{\mathrm {B} (\alpha )}}\prod _{i=1}^{K}x_{i}^{\alpha _{i}-1}}
其中{\displaystyle {\boldsymbol {x}}}满足{\displaystyle \sum _{i=1}^{K}x_{i}=1}，同时对于任意{\displaystyle i\in \{1,\dots ,K\}}，都有{\displaystyle x_{i}\geq 0}。即{\displaystyle {\boldsymbol {x}}}在(K − 1)维的单纯形开集上密度为0。
归一化衡量B(α)是多项Β函数，可以用Γ函数（gamma function）表示：
{\displaystyle \mathrm {B} (\alpha )={\frac {\prod _{i=1}^{K}\Gamma (\alpha _{i})}{\Gamma {\bigl (}\sum _{i=1}^{K}\alpha _{i}{\bigr )}}},\qquad \alpha =(\alpha _{1},\dots ,\alpha _{K}).}